# 眨眼之间：不假思索的决断力
《眨眼之间》（英語：Blink: The Power of Thinking Without Thinking）是麥爾坎·葛拉威爾所寫的第二本書。它以普及科學的形式，從心理學及行為經濟學的角度去研究適應性潛意識：一種快速及自動化的精神程序，只利用微量資訊而達成的工作。本書透過研究從這種「適應性潛意識」的行為產生出來的專業判斷，以及其帶來的刻板印象的問題。

## 參看
- Gavin de Becker
- 保罗·艾克曼
- John Gottman
- Interpersonal perception

## 外部連結
- 官方網站
- Blink: The Power of Thinking Without Thinking – WikiSummaries: Free Book Summaries （页面存档备份，存于）